# الضربة (يريم)

تعديل مصدري - تعديل

الضربة هي إحدى قرى عزلة بني سباء بمديرية يريم التابعة لمحافظة إب، بلغ تعداد سكانها 873 نسمة حسب تعداد اليمن لعام 2004.